# 92297 Monrad
92297 Monrad este un asteroid din centura principală de asteroizi.

## Descriere
92297 Monrad este un asteroid din centura principală de asteroizi. A fost descoperit pe 10 martie 2000 în cadrul proiectului CSS. Asteroidul prezintă o orbită caracterizată de o semiaxă mare de 3,19 ua, o excentricitate de 0,19 și o înclinație de 18,7° în raport cu ecliptica.